# Gabriel-Louis Djeudjang
Gabriel Louis Djeudjang est un ancien haut fonctionnaire de la justice camerounaise. Il fait partie des premiers procureurs généraux de la Cour suprême du Cameroun.

## Biographie

### Enfance, éducation et débuts
Gabriel Louis Djeudjang naît le 30 novembre 1936 à Bafou. Il commence sa carrière dans la justice camerounaise en 1964.

### Carrière
Gabriel Louis Djeudjang fait partie de la première génération des fonctionnaires de la justice au Cameroun. Il devient magistrat par décret le 24 aout 1984. En 1964, il est juge au Tribunal Hors Classe de Yaoundé. Il devient 2 ans plus tard, en 1966, Substitut du procureur de la république au tribunal de grande Instance Hors Classe de Douala où il occupe la fonction de  Procureur de la République en 1967. Il participe ainsi à la rédaction du premier code pénal fédéral du Cameroun. Il garde cette fonction à Yaoundé en 1969 et à Garoua en 1971. En 1973, il est procureur à la Cour d’appel du Centre,. En 1974 et 1975, il est directeur adjoint et directeur de la législation. Il supervise ainsi le comité de rédaction du code de procédure pénal qui donnera le Code de Procédure Pénal du Cameroun.
Il devient collaborateur d'Ahmadou Ahidjo en 1980 en tant que Conseiller technique au Secrétariat Général de la Présidence de la République du Cameroun.

En 1984, sous la présidence de Paul Biya, il est procureur général à la cour suprême du Cameroun,,,. Il termine sa carrière après une nomination en 1991 comme Inspecteur général des services Judiciaires.

« Durant toute ma carrière, le pouvoir ne m'a jamais commandé une décision de justice »

Gabriel Louis Djeudjang est pendant près de 10 ans président du conseil d'administration de la société immobilière du Cameroun. Enseignant, il forme des magistrats à l'École nationale de la Magistrature du Cameroun.
Il est marié et père d'enfants dont une fille dans le notariat en France,. Il meurt le 21 novembre 2018 à Paris,.

## Œuvres
- L'enfant devant la justice pénal au Cameroun in Revue juridique et politique : indépendance et coopération (à part 1964), 2 ([01/04/1977])[12],[13].
- Le rôle des sociétés dans le développement économique de la République unie du Cameroun, in Revue juridique et politique : indépendance et coopération (à part 1964), 1 ([01/01/1978])[14].